# Gullaskruv
Gullaskruv är en småort i Hälleberga socken i Nybro kommun, Kalmar län, Småland.

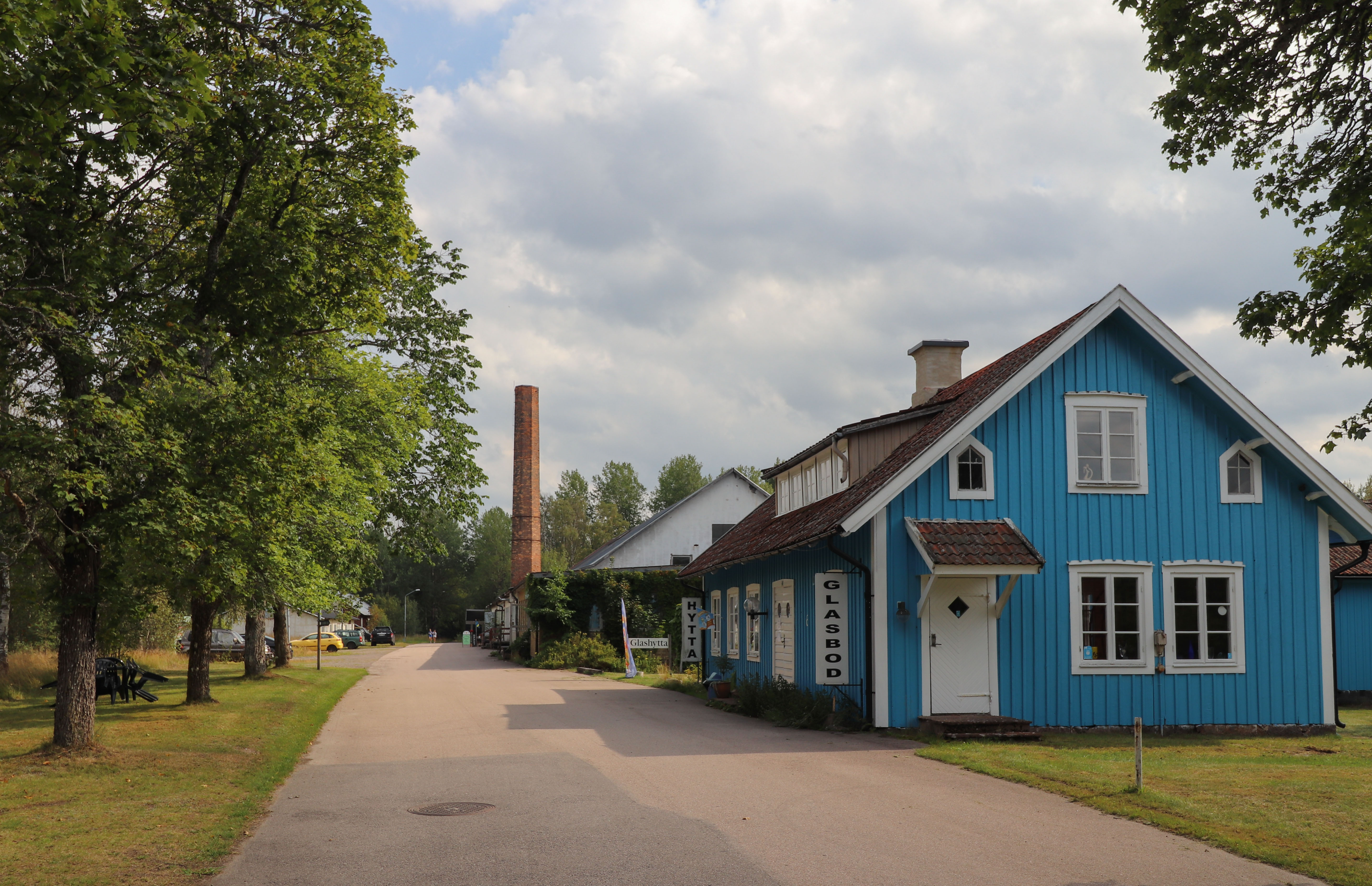
Glasbod vid den gamla glashyttan

## Historia
Ortsnamnet Gullaskruv är belagt från 1539: "Gullaskrvff" avseende byn. Det är sammansatt av mansnamnet Gulle och efterledet 'skruv', som dialektalt kan betyda 'strut', men som här har kopplats till någon slags smältugn i medeltidens järnhantering.

### Gullaskufs Glasbruk
Här låg tidigare Gullaskrufs glasbruk, som numera är nedlagt.

### Idrott
Tidigare fanns det i Gullaskruv idrottsförening och idrottsplats. Idag finns endast idrottsplatsen kvar men klubben är nedlagd. Planen såldes 1992 för 1 kr till grannklubben Orrefors IF, som skötte planen fram till 2012 då samhällsföreningen tog över driften. Numera används den av Gullaskruv Hundklubb.
1931 stod idrottsplatsen klar (Gullaskruvs IP), tidigare hade man spelat inne i byn på en plan som kallades för Ultravallen. 
På 1950-talet spelade laget i Smålandseriens division 1 (div 4 nutid). Derbyn mot Kosta IF lockade publik på ca 800 personer.
Klubben bildades 1930 och hann med att fira 40 år innan den lades ner 1978.

### Befolkningsutveckling
| Befolkningsutvecklingen i Gullaskruv 1950–2015 | Befolkningsutvecklingen i Gullaskruv 1950–2015 | Befolkningsutvecklingen i Gullaskruv 1950–2015 | Befolkningsutvecklingen i Gullaskruv 1950–2015 | Befolkningsutvecklingen i Gullaskruv 1950–2015 |
| ---------------------------------------------- | ---------------------------------------------- | ---------------------------------------------- | ---------------------------------------------- | ---------------------------------------------- |
|                                                |                                                |                                                |                                                |                                                |
| År                                             |                                                |                                                | Folkmängd                                      | Areal (ha)                                     |
| 1950                                           | 1950                                           |                                                | 290                                            |                                                |
| 1960                                           | 1960                                           |                                                | 298                                            |                                                |
| 1965                                           | 1965                                           |                                                | 259                                            |                                                |
| 1970                                           | 1970                                           |                                                | 246                                            |                                                |
| 1975                                           | 1975                                           |                                                | 210                                            |                                                |
| 1990                                           | 1990                                           |                                                | 188                                            | 41#                                            |
| 1995                                           | 1995                                           |                                                | 152                                            | 43#                                            |
| 2000                                           | 2000                                           |                                                | 124                                            | 44#                                            |
| 2005                                           | 2005                                           |                                                | 116                                            | 44#                                            |
| 2010                                           | 2010                                           |                                                | 108                                            | 44#                                            |
| 2015                                           | 2015                                           |                                                | 98                                             | 45#                                            |
| Anm.: Upphörde som tätort 1980. # Som småort.  |                                                |                                                |                                                |                                                |

## Näringsliv
År 1939 startade Verner Grönqvist lanthandel och isterbandstillverkning i samhället. Efter flera ägarbyten fick företaget så småningom namnet Gullaskruvs Delikatesser. Vid SM i Mathantverk i Östersund i oktober 2013 vann företaget en guldmedalj. År 2017 öppnade man en egen butik. Vid delfinalen i  Matverk 2017 fick företaget ytterligare utmärkelser. Företaget begärde sig i konkurs 2018.